# Trenton (Caroline du Sud)
Pour les articles homonymes, voir Trenton.
Trenton est une ville située dans le comté d'Edgefield, dans l’État de Caroline du Sud, aux États-Unis. Lors du recensement de 2020, elle comptait 200 habitants.